# Défense d'afficher (pel·lícula)
Défense d'afficher és una pel·lícula curtmetratge muda de comèdia francesa del 1896 dirigida per Georges Méliès, mostrant dos portadors ded cartells que es barallen sobre una paret mal guardada. La pel·lícula, una de les primeres obres de Méliès, es va pensar que estava perduda durant molt de temps, però es va recuperar el 2004. És el número 15 al catàleg de Star Films Té una durada de 74 segons.

## Sinopsi
Un sentinella passa per davant d'una paret, sobre la qual hi ha pintat Défense d'afficher (no posar cartells). Un portador de cartell espera passar i enganxa un cartell publicitari. Un segon cartell cobreix el primer anunci amb un pòster més gran. Els dos cartells es barallen, i després fugen quan s'acosta el sentinella. Aleshores, el seu comandant recrimina el sentinella per la desfiguració de la paret.